# 고흥군 갑
고흥군 갑은 대한민국의 옛 국회의원 선거구이다. 당시 전라남도 고흥군의 일부 지역을 관할했다.

## 역사
제헌 국회의원 선거를 앞두고 고흥군의 일부 지역을 관할하는 선거구로 신설되었다. 신설 당시 고흥군 고흥면, 풍양면, 도양면, 금산면, 도화면, 포두면을 관할했다.
제2대 국회의원 선거를 앞두고 고흥군 을 선거구에 속해있던 두원면을 편입하고 고흥군 을 선거구에 포두면을 내주는 선거구 조정이 있었다.
제6대 국회의원 선거를 앞두고 고흥군 을 선거구와 통합되면서 고흥군 단독 선거구를 이루게 됨에 따라 폐지되었다.

## 역대 국회의원
| 선거   | 정당 | 정당               | 의원   |
| ------ | ---- | ------------------ | ------ |
| 1948년 |      | 대한독립촉성국민회 | 오석주 |
| 1950년 |      | 무소속             | 박팔봉 |
| 1954년 |      | 자유당             | 손문경 |
| 1958년 |      | 자유당             | 손문경 |
| 1960년 |      | 민주당             | 박형근 |

## 역대 선거 결과

### 대한민국 제헌 국회의원 선거
|  | 51.98% |

|  | 48.01% |

### 대한민국 제2대 국회의원 선거
|  | 24.79% |

|  | 24.73% |

|  | 18.39% |

|  | 15.42% |

|  | 12.48% |

|  | 4.17% |

### 대한민국 제3대 국회의원 선거
|  | 36.39% |

|  | 14.59% |

|  | 13.51% |

|  | 10.87% |

|  | 8.73% |

|  | 8.29% |

|  | 7.60% |

|  | 0% |

### 대한민국 제4대 국회의원 선거
|  | 59.44% |

|  | 33.29% |

|  | 7.25% |

### 대한민국 제5대 국회의원 선거
|  | 53.85% |

|  | 29.01% |

|  | 17.12% |

|  | 0% |